# Fargesia zayuensis
Fargesia zayuensis är en gräsart som beskrevs av Tong Pei Yi. Fargesia zayuensis ingår i släktet bergbambusläktet, och familjen gräs.
Artens utbredningsområde är Tibet. Inga underarter finns listade i Catalogue of Life.